# Гыда (село)
Гы́да — село в Тазовском районе Ямало-Ненецкого автономного округа России. Административный центр Гыданской сельской администрации.

## География
Расположено на севере Гыданского полуострова, в устье реки Гыда, в 380 км к северу от п. Тазовский. Основано в 1936 г. как центр Гыдоямского сельсовета, располагавшегося с 1932 г. в 50 км к западу, на фактории Юрибей. Название реки и села происходит от ненецкого ңэде’(н) — «прикрытие, место засады»; здесь охотники били дикого оленя, переправлявшегося на другой берег.
С 2014 года входит в пограничную зону РФ, которая в пределах ЯНАО установлена в полосе местности шириной 10 км от морского побережья.

## История
Первое подробное описание этой местности было сделано в 1730 г. отрядом М. Выходцева. В 1866 г. здесь побывала экспедиция Ф. Б. Шмидта, а в 1922 г. гидрографическая экспедиция Советского комитета Северного морского пути. В 1923 г. исследования были продолжены Б. Н. Городковым. В этот же год был образован Гыдоямский сельсовет.
В 1926 г. окрестности будущей Гыды посетили зверобои Новопортовского рыбозавода, охотившиеся на белуху. Они построили дома на мысе Чёрный в 50 км северо-западнее Гыды. Однако поселок вскоре сгорел.
В 1930 г. в устье р. Юрибей была основана фактория и метеорологическая станция Гыдоямо (на месте современного поселка Юрибей).
Наконец, в 1935 г. началось строительство поселка на месте современной Гыды, однако вплоть до 1976 г. он, по-прежнему, носил имя Гыдояма.
В 1937 г. здесь был организован первый оленеводческий колхоз «Красная заря», а в 1939 г. Гыданский рыбозавод. К 1941 г. в поселке было уже 20 домов, работали больница, школа и магазин.
С 10 августа 1944 г. по 4 июля 1946 г. Гыда была административным центром просуществовавшего всего два года Гыдоямского района в составе Ямало-Ненецкого национального округа.
В 1930—1940-е гг. Гыда была местом ссылки под юрисдикцией ГУЛАГа. В настоящее время удалось, по материалам центральных архивов, установить имена 259 бывших здесь спецпереселенцев: немцев, украинцев, румын, молдаван, евреев и русских. Из них 197 работали на рыбозаводе, 47 — на фактории Юрибей, ещё две женщины были домработницами у сотрудников НКВД и райисполкома. Многие были сосланы семьями.
Большинство из спецпереселенцев похоронены в поселке или его округе. В 2001 г. осуществлялось их перезахоронение. Лишь некоторым репрессированным удалось уехать на большую землю после 1969 г.
С 2004 до 2020 гг. село образовывало отдельное сельское поселение село Гыда, упразднённое в 2020 году в связи с преобразованием муниципального района в муниципальный округ.

## Население
| 1989  | 2002  | 2003  | 2007  | 2010  | 2011  | 2012  |
| ----- | ----- | ----- | ----- | ----- | ----- | ----- |
| 1601  | ↗2436 | ↗3184 | ↗3427 | ↘3331 | ↗3346 | ↗3370 |
| 2013  | 2014  | 2015  | 2016  | 2017  | 2018  | 2019  |
| ↗3392 | ↗3414 | ↗3494 | ↗3532 | ↗3614 | ↗3618 | ↗3692 |
| 2021  |       |       |       |       |       |       |
| ↘3610 |       |       |       |       |       |       |

До 90 % жителей составляют ненцы.

## Климат
| Показатель              | Янв. | Фев.  | Март  | Апр.  | Май  | Июнь | Июль | Авг. | Сен. | Окт. | Нояб. | Дек.  | Год  |
| ----------------------- | ---- | ----- | ----- | ----- | ---- | ---- | ---- | ---- | ---- | ---- | ----- | ----- | ---- |
| Средняя температура, °C | −26  | −25,4 | −20,6 | −14,9 | −5,9 | 3,9  | 10,8 | 8,8  | 3,9  | −6,2 | −17,4 | −23,4 | −9,4 |
| Источник:               |      |       |       |       |      |      |      |      |      |      |       |       |      |

## Инфраструктура
В поселке действует средняя общеобразовательная школа-интернат, детский сад, библиотека, клуб, лыжная база и больница.
Застройка одно-, двух- и трехэтажная.

## Экономика
Основу экономики, не считая сферу услуг, составляют оленеводство и рыболовство (Муксун, щекур, нельма, осетр, омуль). Производимые товары: мясо оленей и рыбы, оленьи шкуры. Почти все товары промышленного производства, включая топливо, ежегодно поставляются в Гыду в рамках Северного завоза.

## Транспорт
Имеется воздушное сообщение с районным центром. 
Также посёлок соединен зимниками с населенными пунктами Юрибей (Гыданская губа), Антипаюта (Тазовская губа), Напалково (Обская губа) и Лескино (Енисейский залив, Красноярский край). Иногда зимой по ним завозятся товары.
Морская пристань. В летнюю навигацию, с июля по сентябрь, налажена транспортная связь с Салехардом.